# LG Jil Sander Optimus 7
De LG Jil Sander Optimus 7 of LG Jil Sander is een smartphone van het Zuid-Koreaanse bedrijf LG Electronics in samenwerking met het modebedrijf Jil Sander. De '7' in de naam staat voor het besturingssysteem: Windows Phone 7. De mobiele telefoon is een variant van de LG Optimus 7.5, die de standaardversie voorstelt.
Het toestel is dan ook door middel van samenwerking met het modebedrijf aan alle kanten gepersonaliseerd met Jil Sander-tinten. Zo zit het logo van het modemerk boven het 3,8 inchtouchscreen en via de meegeleverde app kunnen steeds de nieuwste collecties en de dichtstbijzijnde winkel van Jil Sander gevonden worden.
Qua specificaties verschilt de LG Jil Sander (bijna) niet met de Optimus 7.5. Ze beschikken allebei over een scherm van Gorilla Glass met een grootte van 3,8 inch. Ook hebben ze allebei een resolutie van 480x800 pixels, net zoals alle andere Windows Phone 7-telefoons. Het geheugen heeft een capaciteit van 16 GB, maar het kan niet verder worden uitgebreid. Verder beschikt de telefoon over een 5 megapixelcamera waarmee ook in 720p HD kan worden gefilmd.